# ملحمي (فلم)
ملحمي (بالإنجليزية: Epic) هو فلم أنيميشن من نوع (مغامرة، كوميدي، دراما، فنتازيا) يأتي من إستديو بلو سكاي للرسوم المتحركة والذي أنتج من قبل أفلام الرسوم المتحركة (هورتون يسمع من!، ريو ، العصر الجليدي)، وهذا الفلم من بطولة أماندا سيفريد وجوش هوتشرسن وكولين فاريل وبيونسي نولز وكريستوف فالتز.
فلم (إيبك) من إخراج كريس ويدج مخرج سلسلة العصر الجليدي الحاصل على جائزة الأوسكار

يبدأ عرض الفلم في صالات السينما بتاريخ 24 مايو 2013.

## القصة
تدور أحداث الفلم حول فتاة مراهقة تنتقل بشكل سحري إلى الجانب السري من الكون، وعليها أن تجمع فريق من الشخصيات الملونة والمرحة من أجل إنقاذ عالمهم الباطني، وفي الوقت نفسه إنقاذ عالم الإنسان.

فلم (إيبك) عمل كوميدي يدور في أجواء المغامرة بتقنية ثلاثي الأبعاد وتكنولوجيا الكمبيوتر المتقدمة، ويغوص في أعماق الغابة وسط معركة بين قوى الخير والشر غير المرئية للبشر.

## مؤدين الأصوات
- أماندا سيفريد
- جوش هوتشرسن
- كولين فاريل
- بيونسي نولز
- كريستوف فالتز
- عزيز أنصاري
- بيتبول
- ستيفن تيلور

## وصلات خارجية
- ملحمي على موقع IMDb (الإنجليزية)
- ملحمي على موقع ميتاكريتيك (الإنجليزية)
- ملحمي على موقع روتن توميتوز (الإنجليزية)
- ملحمي على موقع نتفليكس (الإنجليزية)
- ملحمي على موقع قاعدة بيانات الأفلام العربية
- ملحمي على موقع ألو سيني (الفرنسية)
- ملحمي على موقع أول موفي (الإنجليزية)
- ملحمي على موقع بوكس أوفيس موجو (الإنجليزية)
- ملحمي على موقع فيلمافينيتي (الإسبانية)
- ملحمي على موقع قاعدة بيانات الأفلام السويدية (السويدية)

1. 1 2 3 4 5 6 7 8 9 10 11 12 13 14 15 16 17  مذكور في: قاعدة بيانات الأفلام التشيكية السلوفاكية. لغة العمل أو لغة الاسم: التشيكية. تاريخ النشر: 2001.
2. ↑  وصلة مرجع: http://www.boxofficemojo.com/movies/?id=leafmen.htm.
3. ↑  مذكور في: بوكس أوفيس موجو. الوصول: 7 مارس 2019. لغة العمل أو لغة الاسم: الإنجليزية.
4. ↑  "معلومات عن ملحمي (فيلم) على موقع scope.dk". scope.dk. مؤرشف من الأصل في 2019-12-08. {{استشهاد ويب}}: |archive-date= / |archive-url= timestamp mismatch (مساعدة)
5. ↑  "معلومات عن ملحمي (فيلم) على موقع port.hu". port.hu. مؤرشف من الأصل في 2019-12-08.
6. ↑  "معلومات عن ملحمي (فيلم) على موقع dfi.dk". dfi.dk. مؤرشف من الأصل في 2019-12-08.